# デ・ファクト
デ・ファクト（ラテン語: de facto、英語発音: [diːˈfæktou] ディーファクトウ）とは、「事実上の」という意味を表す、ラテン語表現に由来する言葉。政府、標章、技術標準、言語などが法律や条例といった規則ではなく、慣習や成り行きによって実態化されている状態を表すのに使用される。対義語は、「法律上の」「規則上の」という意味のde jure（デ・ジュリ）である。

## 標準
- デ・ファクト・スタンダード（de facto standard） - 事実上の標準
- デ・ジュリ・スタンダード（de jure standard） - 法律上の標準、規則上の標準

## 政治
政府、元首、リーダー、統治者、国境、独立等について使用される。
例
- 日本の首都は、現行の法令で定義されていないため、東京都が事実上の首都となっている。（首都圏は首都圏整備法によって定義されている）
- 朝鮮半島では、軍事境界線（38度線）が北朝鮮と韓国の事実上の国境となっている。
- 台湾は、中華人民共和国と国交のある国からは独立国として認識されていないが、事実上の独立国となっている。

## 公用語
日本における日本語は法律で制定された公用語でなく、事実上の公用語である。
アメリカ合衆国連邦政府は、法律上公用語を定めていないが、英語が事実上の公用語と見なされている。このような状況との妥協を図るため、連邦政府は、各州政府が公用語を宣言する権利を認めている。
例
- ニューメキシコ州 - 英語、スペイン語を宣言（アメリカ合衆国に帰属して以来）。
- ルイジアナ州 - フランス語、英語を宣言。
- ハワイ州 - ハワイ語、英語を宣言。

## その他の用法
- デ・ファクト・モノポリ（英語版） - 事実上の市場独占(自然独占の対義語)
- 内縁関係の配偶者(事実婚等)は、当局によって「事実上の夫 / 妻」（de facto husband / wife）と呼ばれることがある。